# Wanderers Football Club (rugby à XV)
Pour les articles homonymes, voir Wanderer.
 Wanderers F.C. Rugby Club   est un club de rugby irlandais basé dans la ville de Dublin, en Irlande  qui évolue dans le championnat irlandais de Deuxième Division. Le club est affilié à la fédération du Leinster et ses joueurs peuvent être sélectionnés pour l’équipe représentative de la région, Leinster Rugby.

## Histoire
Fondé en 1870 par des membres du Dublin University FC, le premier club irlandais parfois considéré comme le plus ancien club de rugby du monde, le club des Wanderers est le second plus vieux club d'Irlande. Ainsi Dublin University a pu affronter un adversaire. Le club est un des clubs fondateurs de l'Irish Rugby Football Union (IRFU). Le club a eu dans ses rans 87 joueurs internationaux irlandais, 5 capitaines de l'Irlande et un capitaine de l'Angleterre et de l'Australie en plus d'un capitaine des Lions.

## Palmarès
- Leinster Club Senior Cup (14) : 1885, 1888, 1894, 1906, 1911, 1947, 1954, 1959, 1973, 1978, 1982, 1984, 1990
- Metropolitan Cup (5) : 1924, 1954, 1986, 1987, 1992

## Joueurs célèbres

### Irlande
- ALLEN W.S. 1875(1)
- BARLOW, M. 1875 (1)
- BLANEY, J. 1950 (1)
- BORNEMANN W. 1960 (4)
- BRADSHAM R.M. 1885 (2)
- BRADY J. 1976 (2)
- BROWNING, D.R. 1881 (2)
- BURNS, I. 1980 (1)
- CADDELL, E.D. 1904 (13)
- Coo Clinch 1892-1897 (10 sélections en équipe nationale)
- Jammie Clinch 1923-1931 (30 sélections en équipe nationale)
- COLLIS, W.R.F. 1924 (7)
- COLLIS, W.S. 1884 (1)
- CORLEY, H.H. 1902 (8)
- COTTON, J. 1889 (1)
- Tom Crean 1894-1896 (9 sélections en équipe nationale)
- CULLITON, G. 1959 (19)
- Ronnie Dawson 1958-1964 (27 sélections en équipe nationale)
- DOYLE, T. 1967 (3)
- ENNIS, F. 1979 (1)
- ENSOR, A.H. 1973 (21)
- FAGAN, C. 1956 (3)
- FITZGERALD, J. 1884 (10)
- FITZPATRICK, M. 1978 (10)
- FLYNN, K. 1959 (22)
- FORREST, A.J. 1880 (7)
- Edmund Forrest 1888-1897 (13 sélections en équipe nationale et capitaine)
- FORREST, H. 1893 (2)
- Mike Gibson 1964-1979 (45 sélections en équipe nationale)
- GIFFORD, C.N.H. 1890 (1)
- GRAVES, C.R.A. 1934 (15)
- GRIFFIN, J.L. 1949 (2)
- HALPIN, G. 1990 (4)
- HAMILTON,R.W. 1893 (1)
- HARVEY, F.M.W. 1907 (2)
- HARVEY, G.A.D. 1903 (5)
- HEWSON, F.T. 1875 (10)
- HOLLAND, J. 1981 (3)
- JACKSON, A.R.V. 1911 (10)
- JEFFARES, E.W. 1913 (2)
- JOHNSON, R. 1893 (2)
- James Kavanagh 1953-1962 (37 sélections en équipe nationale)
- Patrick Kavanagh 1952 (2)
- KEARNEY, R. 1982 (4)
- KELLY, W. 1884 (1)
- KENNY, P. 1992 (1)
- KENNEDY, F. 1880 (3)
- KENNEDY, P.A. 1904 (2)
- KENNEDY, J.M. 1882 (2)
- LEAHY, K. 1992 (1)
- LEVIS,F.H. 1884 (1)
- McCORMAC, F.P. 1909 (3)
- McCORMICK, W.J. 1930 (1)
- Robbie McGrath 1977-1984 (16 sélections en équipe nationale)
- Freddie McLennan 1977-1981 (18 sélections en équipe nationale)
- Phillip Matthews 1984-1992 (38 sélections en équipe nationale)
- MATTSON, J. 1948 (1)
- MILLER, F.H. 1886 (1)
- MOORE, D.F. 1883 (4)
- MOORE, F.W. 1884 (4)
- Andy Mulligan 1956-1961 (19 sélections en équipe nationale)
- MURRAY, P.F. 1927 (19)
- NOTLEY,J.R. 1952 (2)
- O'NEILL, W. 1952 (2)
- PARR, J.S. 1914 (4)
- PATTERSON, R.D.A. 1912 (8)
- POTTERTON, H.N. 1920 (1)
- RIDGEWAY, E.C. 1932 (5)
- ROCHE, J. 1890 (7)
- SCHUTE, F. 1878 (2)
- SEXTON, W. 1995 (3)
- SOLOMONS, B. 1908 (10)
- SPUNNER, H. F. 1881 (3)
- STOKER, E.W. 1882 (2)
- STOKER, F.O. 1886 (5)
- Mark Sugden 1925-1931 (28 sélections en équipe nationale)
- TECTOR, W. 1955 (3)
- THORNHILL, T.E. 1892 (4)
- THRIFT, H. 1904 (18)
- WALLACE, JAMES 1904 (2)
- WALLACE, JOSEPH 1903 (9)
- WALLIS, A.K. 1892 (5)
- WALLIS, C.O.N. 1936 (1)
- WALLIS, T.G. 1921 (5)
- WALLIS, W.A. 1880 (5)
- WATSON, R. 1913 (1)
- WILKINSON, R.W. 1948 (1)

### Angleterre
- GREGORY, J.  1948  (1)
- MIDDLETON, J.A.  1922  (1)
- NEWBOLD, C.J.  1904  (3)
- YOUNG, P.D.  1954  (9)

### Australie
- FRAWLEY, D.  1986  (12)
- HOWARD, P.  1993  (10)
- SLACK, A.  1978  (38)
- WALKER, L.  1988  (7)